# Amphiactis orientalis
Amphiactis orientalis is een zeeanemonensoort. De anemoon komt uit het geslacht Amphiactis. Amphiactis orientalis werd in 1871 voor het eerst wetenschappelijk beschreven door Verrill. 